# Nick Nostro
Nick Nostro, né Nicola Nostro le 21 avril 1931 à Gioia Tauro dans la région de Calabre et mort le 15 juin 2014 dans la même ville, est un réalisateur et un scénariste italien. Il a utilisé au cours de sa carrière le pseudonyme de Nick Howard.

## Biographie
Nick Nostro naît en 1931 à Gioia Tauro dans la province de Reggio de Calabre. Après des études en littérature, il apprend l'art de la réalisation à l'académie nationale d'art dramatique à Rome. Il entre dans l'industrie cinématographique comme assistant monteur et scripte.
À partir de 1956, il travaille comme assistant réalisateur pour Roberto Bianchi Montero puis pour Giorgio Simonelli. Dans les années 1960, il dirige plusieurs films, avec des réalisations dans les genres les plus populaires de l'époque, comme le péplum, le western spaghetti, le film d'aventures ou le film d'espionnage.
Il prend sa retraite au début des années 1970 et retourne en Calabre ou il décède dans sa ville natale à l'âge de 83 ans.

## Filmographie

### Comme réalisateur
- 1962 : Il sangue e la sfida
- 1963 : L'Aventurier magnifique ou La Revanche du chevalier noir (La cieca di Sorrento)
- 1964 : Le Triomphe des dix mercenaires (Il trionfo dei dieci gladiatori)
- 1964 : Spartacus et les dix gladiateurs (Spartacus e gli invincibili dieci gladiatori)
- 1966 : Opération contre-espionnage (Asso di picche operazione controspionaggio)
- 1966 : Pas d'orchidée pour le shérif  (Un dollaro di fuoco)
- 1966 : Trois Nuits de violence (Tre notti violente)
- 1966 : Superargo contre Diabolikus (Superargo contro Diabolikus)
- 1968 : Adios Caballero (Uno dopo l'altro)
- 1971 : Grazie zio, ci provo anch'io

### Comme scénariste
- 1962 : Il sangue e la sfida
- 1963 : L'Aventurier magnifique ou La Revanche du chevalier noir (La cieca di Sorrento)
- 1964 : Le Triomphe des dix mercenaires (Il trionfo dei dieci gladiatori)
- 1964 : Spartacus et les dix gladiateurs (Spartacus e gli invincibili dieci gladiatori)
- 1966 : Opération contre-espionnage (Asso di picche operazione controspionaggio)
- 1968 : Adios Caballero (Uno dopo l'altro)

### Comme assistant-réalisateur
- 1957 : La zia d'America va a sciare de Roberto Bianchi Montero
- 1959 : La Pica sul Pacifico de Roberto Bianchi Montero
- 1959 : Fantasmi e ladri de Giorgio Simonelli
- 1960 : Un dollaro di fifa de Giorgio Simonelli
- 1960 : Ces sacrées Romaines (I baccanali di Tiberio) de Giorgio Simonelli
- 1960 : Noi siamo due evasi de Giorgio Simonelli
- 1962 : I tre nemici de Giorgio Simonelli
- 1962 : Due samurai per cento geishe de Giorgio Simonelli

## Source
- (it) Roberto Poppi, I registi dal 1930 al giorni nostri, Rome, Gremesse, 2002, 456 p. (ISBN 88-8440-171-2, lire en ligne).